# Clasificación para el Campeonato Sub-20 de la Concacaf de 2013
En esta edición de eliminatorias para el XXIV Campeonato Sub-20 de la Concacaf de 2013 a celebrarse en México en el 2013 donde ya están clasificados el anfitrión México, además de las 2 selecciones Canadá y Estados Unidos, esta eliminatoria determinará a Centroamérica cuatro plazas y el Caribe cinco plazas.

## Eliminatoria Zona Caribe (CFU)
La Eliminatoria Sub-20 del Caribe para el Campeonato Sub-20 de 2013 comenzó el 25 de julio de 2012.

### Primera Ronda
En esta primera ronda los ganadores de cada grupo, tres equipos en el segundo lugar y el anfitrión de la última ronda, Jamaica. Avanzarán a la ronda final de la clasificatoria final.

#### Grupo A
Sede Saint John, Antigua y Barbuda
| Equipo            | Pts. | PJ | PG | PE | PP | GF | GC | Dif |
| ----------------- | ---- | -- | -- | -- | -- | -- | -- | --- |
| Curazao           | 7    | 3  | 2  | 1  | 0  | 11 | 5  | 6   |
| Antigua y Barbuda | 7    | 3  | 2  | 1  | 0  | 9  | 4  | 5   |
| Granada           | 3    | 3  | 1  | 0  | 2  | 5  | 6  | -1  |
| Dominica          | 0    | 3  | 0  | 0  | 3  | 2  | 12 | -10 |

| 8 de agosto de 2012 | Curazao                                 | 3:1 (3:0) | Granada    | Sir Vivian Richards Stadium, Saint John                              |                                                                      |
|                     | Martina 27' · Maria 30' · van Eijma 35' | Reporte   | Pierre 76' | Asistencia: 30 espectadores Árbitro(s): Enrico Wijngaarde, (Surinam) | Asistencia: 30 espectadores Árbitro(s): Enrico Wijngaarde, (Surinam) |

| 8 de agosto de 2012 | Antigua y Barbuda                            | 4:0 (1:0) | Dominica | Sir Vivian Richards Stadium, Saint John                                   |                                                                           |
|                     | Kirwan 16' · Thomas 48', 49' · Harriette 79' | Reporte   |          | Asistencia: 135 espectadores Árbitro(s): Neal Brizan, (Trinidad y Tobago) | Asistencia: 135 espectadores Árbitro(s): Neal Brizan, (Trinidad y Tobago) |

| 10 de agosto de 2012 | Dominica     | 1:5 (1:2) | Curazao                                                     | Sir Vivian Richards Stadium, Saint John                             |                                                                     |
|                      | Williams 17' | Reporte   | Martis 2' · Martina 45' · Kirindongo 63' · Martina 68', 80' | Asistencia: 200 espectadores Árbitro(s): Jermain Elskamp, (Surinam) | Asistencia: 200 espectadores Árbitro(s): Jermain Elskamp, (Surinam) |

| 10 de agosto de 2012 | Antigua y Barbuda            | 2:1 (0:0) | Granada    | Sir Vivian Richards Stadium, Saint John                                                    |                                                                                            |
|                      | Braithwaite 83' · Thomas 89' | Reporte   | Pierre 89' | Asistencia: 200 espectadores Árbitro(s): Collingham Delves, (San Vicente y las Granadinas) | Asistencia: 200 espectadores Árbitro(s): Collingham Delves, (San Vicente y las Granadinas) |

| 12 de agosto de 2012 | Granada                                   | 3:1 (2:0) | Dominica    | Sir Vivian Richards Stadium, Saint John                       |                                                               |
|                      | Marshall 32' · Alexander 40' · Gannes 83' | Reporte   | Charles 77' | Árbitro(s): Collingham Delves, (San Vicente y las Granadinas) | Árbitro(s): Collingham Delves, (San Vicente y las Granadinas) |

| 12 de agosto de 2012 | Antigua y Barbuda    | 3:3 (2:1) | Curazao                         | Sir Vivian Richards Stadium, Saint John  |                                          |
|                      | Thomas 31', 35', 60' | Reporte   | Maria 10', 58' · Kirindongo 66' | Árbitro(s): Enrico Wijngaarde, (Surinam) | Árbitro(s): Enrico Wijngaarde, (Surinam) |

#### Grupo B
Sede San Cristóbal, República Dominicana
| Equipo                 | Pts. | PJ | PG | PE | PP | GF | GC | Dif |
| ---------------------- | ---- | -- | -- | -- | -- | -- | -- | --- |
| Cuba                   | 7    | 3  | 2  | 1  | 0  | 10 | 1  | 9   |
| República Dominicana   | 5    | 3  | 1  | 2  | 0  | 6  | 1  | 5   |
| San Cristóbal y Nieves | 4    | 3  | 1  | 1  | 1  | 3  | 6  | -3  |
| Aruba                  | 0    | 3  | 0  | 0  | 3  | 4  | 15 | -11 |

| 26 de julio de 2012 | Cuba                                                         | 6:1 (1:1) | Aruba          | Estadio Panamericano, San Cristóbal                                       |                                                                           |
|                     | Pérez 38' · Balier 53', 78' · Hernández 79' · Reyes 87', 90' | Reporte   | Richardson 13' | Asistencia: 150 espectadores Árbitro(s): Neal Brizan, (Trinidad y Tobago) | Asistencia: 150 espectadores Árbitro(s): Neal Brizan, (Trinidad y Tobago) |

| 26 de julio de 2012 | República Dominicana | 0:0     | San Cristóbal y Nieves | Estadio Panamericano, San Cristóbal                                   |                                                                       |
|                     |                      | Reporte |                        | Asistencia: 500 espectadores Árbitro(s): Javier Santos, (Puerto Rico) | Asistencia: 500 espectadores Árbitro(s): Javier Santos, (Puerto Rico) |

| 28 de julio de 2012 | San Cristóbal y Nieves | 0:4 (0:1) | Cuba                                             | Estadio Panamericano, San Cristóbal                                                   |                                                                                       |
|                     |                        | Reporte   | Hernández 3' · Reyes 50', · Pérez 78', · Diz 90' | Asistencia: 350 espectadores Árbitro(s): Javier Eduardo Jauregui Santillan, (Curazao) | Asistencia: 350 espectadores Árbitro(s): Javier Eduardo Jauregui Santillan, (Curazao) |

| 28 de julio de 2012 | República Dominicana                                            | 6:1 (5:0) | Aruba      | Estadio Panamericano, San Cristóbal                             |                                                                 |
|                     | Quezada 10', 39' · Ramirez 20', 45' · Espinal 30' · García 69', | Reporte   | Fingal 80' | Asistencia: 600 espectadores Árbitro(s): Alain Georges, (Haití) | Asistencia: 600 espectadores Árbitro(s): Alain Georges, (Haití) |

| 30 de julio de 2012 | Aruba                     | 2:3 (0:1) | San Cristóbal y Nieves                 | Estadio Panamericano, San Cristóbal                                   |                                                                       |
|                     | Bolivar 68' · Charles 73' | Reporte   | Harris 35' · Flemming 55' · Liburd 87' | Asistencia: 150 espectadores Árbitro(s): Javier Santos, (Puerto Rico) | Asistencia: 150 espectadores Árbitro(s): Javier Santos, (Puerto Rico) |

| 30 de julio de 2012 | República Dominicana | 0:0     | Cuba | Estadio Panamericano, San Cristóbal                               |                                                                   |
|                     |                      | Reporte |      | Asistencia: 1,050 espectadores Árbitro(s): Alain Georges, (Haití) | Asistencia: 1,050 espectadores Árbitro(s): Alain Georges, (Haití) |

#### Grupo C
Sede Mayagüez, Puerto Rico
| Equipo      | Pts. | PJ | PG | PE | PP | GF | GC | Dif |
| ----------- | ---- | -- | -- | -- | -- | -- | -- | --- |
| Haití       | 7    | 3  | 2  | 1  | 0  | 5  | 0  | 5   |
| Puerto Rico | 7    | 3  | 2  | 1  | 0  | 4  | 0  | 4   |
| Bermudas    | 3    | 3  | 1  | 0  | 2  | 2  | 5  | -3  |
| Barbados    | 0    | 3  | 0  | 0  | 3  | 0  | 6  | -6  |

| 25 de julio de 2012 | Bermudas | 0:3 (0:2) | Haití                       | Estadio Centroamericano de Mayagüez, Mayagüez                    |                                                                  |
|                     |          | Reporte   | Johnley 29' · Dumy 31', 60' | Asistencia: 50 espectadores Árbitro(s): Raymond Bogle, (Jamaica) | Asistencia: 50 espectadores Árbitro(s): Raymond Bogle, (Jamaica) |

| 25 de julio de 2012 | Puerto Rico           | 2:0 (0:0) | Barbados | Estadio Centroamericano de Mayagüez, Mayagüez                           |                                                                         |
|                     | Strain 62' · Coca 81' | Reporte   |          | Asistencia: 1,000 espectadores Árbitro(s): Courtney Campbell, (Jamaica) | Asistencia: 1,000 espectadores Árbitro(s): Courtney Campbell, (Jamaica) |

| 27 de julio de 2012 | Haití                       | 2:0 (1:0) | Barbados | Estadio Centroamericano de Mayagüez, Mayagüez                    |                                                                  |
|                     | Voltaire 9' · Sheelovey 62' | Reporte   |          | Asistencia: 100 espectadores Árbitro(s): Dwight Royal, (Jamaica) | Asistencia: 100 espectadores Árbitro(s): Dwight Royal, (Jamaica) |

| 27 de julio de 2012 | Puerto Rico              | 2:0 (0:0) | Bermudas | Estadio Centroamericano de Mayagüez, Mayagüez                      |                                                                    |
|                     | Strain 49' · Marrero 63' | Reporte   |          | Asistencia: 700 espectadores Árbitro(s): Kevin Morrison, (Jamaica) | Asistencia: 700 espectadores Árbitro(s): Kevin Morrison, (Jamaica) |

| 29 de julio de 2012 | Barbados | 0:2 (0:0) | Bermudas                  | Estadio Centroamericano de Mayagüez, Mayagüez                     |                                                                   |
|                     |          | Reporte   | Simmons 85' · Wendell 90' | Asistencia: 20 espectadores Árbitro(s): Kevin Morrison, (Jamaica) | Asistencia: 20 espectadores Árbitro(s): Kevin Morrison, (Jamaica) |

| 29 de julio de 2012 | Puerto Rico | 0:0     | Haití | Estadio Centroamericano de Mayagüez, Mayagüez                       |                                                                     |
|                     |             | Reporte |       | Asistencia: 2,000 espectadores Árbitro(s): Raymond Bogle, (Jamaica) | Asistencia: 2,000 espectadores Árbitro(s): Raymond Bogle, (Jamaica) |

#### Grupo D
Sede Kingstown, San Vicente y las Granadinas
| Equipo                       | Pts. | PJ | PG | PE | PP | GF | GC | Dif |
| ---------------------------- | ---- | -- | -- | -- | -- | -- | -- | --- |
| Surinam                      | 6    | 3  | 2  | 0  | 1  | 5  | 2  | 3   |
| Trinidad y Tobago            | 6    | 3  | 2  | 0  | 1  | 5  | 4  | 1   |
| Guyana                       | 3    | 3  | 1  | 0  | 2  | 4  | 6  | -2  |
| San Vicente y las Granadinas | 3    | 3  | 1  | 0  | 2  | 3  | 5  | -2  |

| 8 de agosto de 2012 | Trinidad y Tobago      | 2:1 (1:1) | Guyana   | Victoria Park Stadium, Kingstown                                   |                                                                    |
|                     | Williams 9' · Noel 51' | Reporte   | Bobb 41' | Asistencia: 300 espectadores Árbitro(s): Adrian Skeete, (Barbados) | Asistencia: 300 espectadores Árbitro(s): Adrian Skeete, (Barbados) |

| 8 de agosto de 2012 | San Vicente y las Granadinas | 0:1 (0:1) | Surinam  | Victoria Park Stadium, Kingstown                                            |                                                                             |
|                     |                              | Reporte   | Apai 45' | Asistencia: 400 espectadores Árbitro(s): Bryan Willett, (Antigua y Barbuda) | Asistencia: 400 espectadores Árbitro(s): Bryan Willett, (Antigua y Barbuda) |

| 10 de agosto de 2012 | Surinam                    | 3:0 (1:0) | Trinidad y Tobago | Victoria Park Stadium, Kingstown                                    |                                                                     |
|                      | Eduard 33' · Apai 49', 77' | Reporte   |                   | Asistencia: 300 espectadores Árbitro(s): Leon Clarke, (Santa Lucía) | Asistencia: 300 espectadores Árbitro(s): Leon Clarke, (Santa Lucía) |

| 10 de agosto de 2012 | San Vicente y las Granadinas      | 3:1 (2:0) | Guyana     | Victoria Park Stadium, Kingstown                                  |                                                                   |
|                      | John 32' · Hoyte 43' · Toppin 83' | Reporte   | Smartt 69' | Asistencia: 400 espectadores Árbitro(s): Valman Bedeau, (Granada) | Asistencia: 400 espectadores Árbitro(s): Valman Bedeau, (Granada) |

| 12 de agosto de 2012 | Guyana                  | 2:1 (0:1) | Surinam    | Victoria Park Stadium, Kingstown                                   |                                                                    |
|                      | Booker 60' · Wilson 84' | Reporte   | Darson 18' | Asistencia: 400 espectadores Árbitro(s): Adrian Skeete, (Barbados) | Asistencia: 400 espectadores Árbitro(s): Adrian Skeete, (Barbados) |

| 12 de agosto de 2012 | San Vicente y las Granadinas | 0:3 (0:3) | Trinidad y Tobago                 | Victoria Park Stadium, Kingstown                                    |                                                                     |
|                      |                              | Reporte   | Williams 6' · West 39' · Noel 44' | Asistencia: 2,000 espectadores Árbitro(s): Valman Bedeau, (Granada) | Asistencia: 2,000 espectadores Árbitro(s): Valman Bedeau, (Granada) |

### Segunda Ronda
La Eliminatoria Sub-20 del Caribe que clasificara 5 selecciones para el Campeonato Sub-20 de la Concacaf de 2013 del 3 al 11 de noviembre.

#### Grupo A
Sede Kingston, Jamaica
| Equipo            | Pts. | PJ | PG | PE | PP | GF | GC | Dif |
| ----------------- | ---- | -- | -- | -- | -- | -- | -- | --- |
| Haití             | 7    | 3  | 2  | 1  | 0  | 5  | 2  | 3   |
| Puerto Rico       | 4    | 3  | 1  | 1  | 1  | 3  | 4  | -1  |
| Curazao           | 3    | 3  | 1  | 0  | 2  | 3  | 4  | -1  |
| Trinidad y Tobago | 3    | 3  | 1  | 0  | 2  | 2  | 3  | -1  |

| 5 de noviembre de 2012 | Trinidad y Tobago       | 2:0 (1:0) | Puerto Rico | Waterhouse Stadium, Kingston                                       |                                                                    |
|                        | Williams 32' · West 90' | Reporte   |             | Asistencia: 250 espectadores Árbitro(s): Kevin Morrison, (Jamaica) | Asistencia: 250 espectadores Árbitro(s): Kevin Morrison, (Jamaica) |

| 5 de noviembre de 2012 | Haití                    | 2:1 (1:1) | Curazao     | Waterhouse Stadium, Kingston                                        |                                                                     |
|                        | Johnley 13' · Ismaël 51' | Reporte   | Fecunda 10' | Asistencia: 250 espectadores Árbitro(s): Marcos Daniel Brea, (Cuba) | Asistencia: 250 espectadores Árbitro(s): Marcos Daniel Brea, (Cuba) |

| 7 de noviembre de 2012 | Puerto Rico              | 2:1 (0:1) | Curazao   | Waterhouse Stadium, Kingston                                        |                                                                     |
|                        | Marrero 61' · Strain 65' | Reporte   | Maria 17' | Asistencia: 300 espectadores Árbitro(s): Jermain Elskamp, (Surinam) | Asistencia: 300 espectadores Árbitro(s): Jermain Elskamp, (Surinam) |

| 7 de noviembre de 2012 | Haití                    | 2:0 (1:0) | Trinidad y Tobago | Waterhouse Stadium, Kingston                                       |                                                                    |
|                        | Luckner 31' · Pompée 47' | Reporte   |                   | Asistencia: 300 espectadores Árbitro(s): Sherwin Johnson, (Guyana) | Asistencia: 300 espectadores Árbitro(s): Sherwin Johnson, (Guyana) |

| 9 de noviembre de 2012 | Curazao     | 1:0 (1:0) | Trinidad y Tobago | Waterhouse Stadium, Kingston                                        |                                                                     |
|                        | Alberto 10' | Reporte   |                   | Asistencia: 200 espectadores Árbitro(s): Marcos Daniel Brea, (Cuba) | Asistencia: 200 espectadores Árbitro(s): Marcos Daniel Brea, (Cuba) |

| 9 de noviembre de 2012 | Puerto Rico | 1:1 (1:0) | Haití       | Waterhouse Stadium, Kingston                                       |                                                                    |
|                        | Abrams 38'  | Reporte   | Johnley 86' | Asistencia: 300 espectadores Árbitro(s): Sherwin Johnson, (Guyana) | Asistencia: 300 espectadores Árbitro(s): Sherwin Johnson, (Guyana) |

#### Grupo B
Sede Kingston, Jamaica
| Equipo            | Pts. | PJ | PG | PE | PP | GF | GC | Dif |
| ----------------- | ---- | -- | -- | -- | -- | -- | -- | --- |
| Jamaica           | 7    | 3  | 2  | 1  | 0  | 4  | 0  | 4   |
| Cuba              | 7    | 3  | 2  | 1  | 0  | 4  | 1  | 3   |
| Antigua y Barbuda | 3    | 3  | 1  | 0  | 2  | 3  | 4  | -1  |
| Surinam           | 0    | 3  | 0  | 0  | 3  | 2  | 8  | -6  |

| 6 de noviembre de 2012 | Cuba               | 2:0 (1:0) | Surinam    | Anthony Spaulding Sports Complex, Kingston                          |                                                                     |
|                        | Hernández 24', 45' | Reporte   | Darson 46' | Asistencia: 200 espectadores Árbitro(s): Wilson da Costa, (Bahamas) | Asistencia: 200 espectadores Árbitro(s): Wilson da Costa, (Bahamas) |

| 6 de noviembre de 2012 | Jamaica    | 1:0 (1:0) | Antigua y Barbuda | Anthony Spaulding Sports Complex, Kingston                            |                                                                       |
|                        | Boothe 42' | Reporte   |                   | Asistencia: 375 espectadores Árbitro(s): Javier Santos, (Puerto Rico) | Asistencia: 375 espectadores Árbitro(s): Javier Santos, (Puerto Rico) |

| 8 de noviembre de 2012 | Antigua y Barbuda | 0:2 (0:0) | Cuba                         | Anthony Spaulding Sports Complex, Kingston                          |                                                                     |
|                        |                   | Reporte   | Vaquero 81' · Santa Cruz 90' | Asistencia: 150 espectadores Árbitro(s): Leon Clarke, (Santa Lucía) | Asistencia: 150 espectadores Árbitro(s): Leon Clarke, (Santa Lucía) |

| 8 de noviembre de 2012 | Jamaica                                  | 3:0 (1:0) | Surinam | Anthony Spaulding Sports Complex, Kingston                                     |                                                                                |
|                        | McFarlane 44' · Barnes 65' · Manning 90' | Reporte   |         | Asistencia: 400 espectadores Árbitro(s): Sandy Vasquez, (República Dominicana) | Asistencia: 400 espectadores Árbitro(s): Sandy Vasquez, (República Dominicana) |

| 10 de noviembre de 2012 | Surinam  | 1:3 (1:0) | Antigua y Barbuda                         | Anthony Spaulding Sports Complex, Kingston                            |                                                                       |
|                         | Bodji 6' | Reporte   | Martin 48' · Harriette 50' · McDonald 56' | Asistencia: 150 espectadores Árbitro(s): Wilson da Costa, ([Bahamas]) | Asistencia: 150 espectadores Árbitro(s): Wilson da Costa, ([Bahamas]) |

| 10 de noviembre de 2012 | Jamaica | 0:0     | Cuba | Anthony Spaulding Sports Complex, Kingston                              |                                                                         |
|                         |         | Reporte |      | Asistencia: 1,200 espectadores Árbitro(s): Javier Santos, (Puerto Rico) | Asistencia: 1,200 espectadores Árbitro(s): Javier Santos, (Puerto Rico) |

## Eliminatoria Centroamérica (UNCAF)
La Eliminatoria Sub-20 de Centroamérica que clasificara 4 selecciones para el Campeonato Sub-20 de 2013 comenzó el 17 de julio de 2012.

### Grupo A
Sede San Pedro Sula, Honduras
| Equipo     | Pts. | PJ | PG | PE | PP | GF | GC | Dif |
| ---------- | ---- | -- | -- | -- | -- | -- | -- | --- |
| Costa Rica | 4    | 2  | 1  | 1  | 0  | 3  | 2  | 1   |
| Nicaragua  | 3    | 2  | 1  | 0  | 1  | 3  | 3  | 0   |
| Honduras   | 1    | 2  | 0  | 1  | 1  | 0  | 1  | -1  |

| 17 de julio de 2012 | Costa Rica                 | 3:2 (0:0) | Nicaragua          | Estadio Olímpico Metropolitano, San Pedro Sula                   |                                                                  |
|                     | Flores 59' · Sosa 68', 90' | Reporte   | Chavarría 60', 76' | Asistencia: 150 espectadores Árbitro(s): Rolando Vidal, (Panamá) | Asistencia: 150 espectadores Árbitro(s): Rolando Vidal, (Panamá) |

| 19 de julio de 2012 | Honduras | 0:0     | Costa Rica | Estadio Olímpico Metropolitano, San Pedro Sula                         |                                                                        |
|                     |          | Reporte |            | Asistencia: 1,500 espectadores Árbitro(s): Marlon Mejia, (El Salvador) | Asistencia: 1,500 espectadores Árbitro(s): Marlon Mejia, (El Salvador) |

| 21 de julio de 2012 | Honduras | 0:1 (0:1) | Nicaragua     | Estadio Olímpico Metropolitano, San Pedro Sula                        |                                                                       |
|                     |          | Reporte   | Chavarría 24' | Asistencia: 1,000 espectadores Árbitro(s): Juan Carlos Guerra, (Cuba) | Asistencia: 1,000 espectadores Árbitro(s): Juan Carlos Guerra, (Cuba) |

### Grupo B
Sede Coatepeque, Guatemala
| Equipo      | Pts. | PJ | PG | PE | PP | GF | GC | Dif |
| ----------- | ---- | -- | -- | -- | -- | -- | -- | --- |
| El Salvador | 3    | 2  | 1  | 0  | 1  | 4  | 4  | 0   |
| Panamá      | 3    | 2  | 1  | 0  | 1  | 4  | 4  | 0   |
| Guatemala   | 3    | 2  | 1  | 0  | 1  | 1  | 1  | 0   |

| 25 de julio de 2012 | Guatemala | 1:0 (1:0) | El Salvador | Estadio Israel Barrios, Coatepeque                                     |                                                                        |
|                     | Ruíz 44'  | Reporte   |             | Asistencia: 3,853 espectadores Árbitro(s): Jeffrey Solís, (Costa Rica) | Asistencia: 3,853 espectadores Árbitro(s): Jeffrey Solís, (Costa Rica) |

| 27 de julio de 2012 | Panamá                               | 3:4 (1:3) | El Salvador                                  | Estadio Israel Barrios, Coatepeque                                 |                                                                    |
|                     | Arroyo 10' · Muñoz 63' · Ramírez 68' | Reporte   | Peña 16' · Henríquez 28', 59' · González 45' | Asistencia: 359 espectadores Árbitro(s): Armando Castro (Honduras) | Asistencia: 359 espectadores Árbitro(s): Armando Castro (Honduras) |

| 29 de julio de 2012 | Guatemala | 0:1 (0:0) | Panamá      | Estadio Israel Barrios, Coatepeque                                      |                                                                         |
|                     |           | Reporte   | Jiménez 77' | Asistencia: 7,129 espectadores Árbitro(s): Hector Rodríguez, (Honduras) | Asistencia: 7,129 espectadores Árbitro(s): Hector Rodríguez, (Honduras) |

## Clasificados alCampeonato Sub-20 de la Concacaf de 2013
| Costa Rica | El Salvador | Panamá | Nicaragua |
| ---------- | ----------- | ------ | --------- |

| Cuba | Haití | Jamaica | Puerto Rico | Curazao |
| ---- | ----- | ------- | ----------- | ------- |

| Predecesor: Clasificación 2011 | Campeonato Sub-20 de la Concacaf XXIV edición | Sucesor: Clasificación 2015 |